# Nicolas Lapierre
Nicolas Lapierre (ur. 2 kwietnia 1984 roku w Thonon-les-Bains) – francuski kierowca wyścigowy.

## Kariera

### Formuła Renault
Nicolas karierę rozpoczął w roku 1993, od startów w kartingu. W 2002 roku przeszedł do wyścigów samochodów jednomiejscowych, debiutując w Europejskiej Formule Renault. Uzyskane w niej punkty pozwoliły Lappierrowi zająć w końcowej klasyfikacji 20. miejsce.
W kolejnym sezonie brał udział we Francuskiej Formule Renault. Zdobyte punkty sklasyfikowały go na 8. pozycji. Poza tym wystąpił w czterech rundach europejskiego cyklu (w klasyfikacji zajął 26. lokatę).
W sezonie 2002 ścigał się równolegle we Francuskiej oraz Europejskiej Formule Renault. W pierwszej z nich zmagania zakończył na 9. miejscu. W drugiej z kolei trzykrotnie stanął na podium, ostatecznie zajmując wysoką 3. pozycję.

### Formuła 3
W roku 2002, Francuz zadebiutował we Francuskiej Formule 3. Wziąwszy udział w czterech wyścigach, rywalizację ukończył na 13. lokacie.
W latach 2003–2004 reprezentował francuską stajnię Signature-Plus, w Formule 3 Euro Series (jest to seria, która zastąpiła francuski cykl F3). W pierwszym roku startów Nicolas raz stanął na podium, będąc ostatecznie sklasyfikowanym na 11. miejscu. W drugim podejściu byłem jednym z czołowych kierowców serii. Ostatecznie z dorobkiem sześciu miejsc na podium (w tym trzy zwycięstwa, z czego dwie w jednej rundzie), zmagania ukończył na 3. pozycji. W tym samym sezonie Lapierre wziął udział również w jednej rundzie Brytyjskiej Formuły 3 (bez sukcesu). Największym sukcesem Francuza w F3, było zwycięstwo w prestiżowym wyścigu Grand Prix Makau w 2003 roku, uznawanym za nieoficjalne mistrzostwa świata tej kategorii.

### Seria GP2
W sezonie 2005 Francuz zadebiutował w nowo powstałej serii GP2. Reprezentując brytyjską stajnię Arden International, już w pierwszej sesji kwalifikacyjnej, sięgnął po pole position. W wyniku problemów z pojazdem, nie przystąpił jednak do wyścigu. Pomimo obiecującego początku, w dalszej części zmagań, Nicolas nie prezentował jednak najlepszej formy, będąc tylko pięciokrotnie na punktowanych lokatach, podczas gdy jego partner Heikki Kovalainen walczył o tytuł mistrzowski. Najlepiej spisał się podczas pierwszego wyścigu na francuskim torze Magny-Cours, gdzie zajął trzecie miejsce. Ostatecznie rywalizację ukończył na 11. pozycji.
W kolejnym roku startów ponownie reprezentował zespół Arden (tym razem jego partnerem był Michael Ammermüller). Sezon rozpoczął bardzo dobrze, od zdobyczy punktowej w pięciu z sześciu rozegranych wyścigów (w tym trzykrotnie na podium). W kolejnych dwóch eliminacjach, Nicolas nie dojechał jednak do mety, odnosząc dodatkowo kontuzję podczas rundy, na torze Monte Carlo. W wyniku urazu, Lapierre był zmuszony opuścić aż cztery wyścigi, rozegrane na torach we Francji oraz Wielkiej Brytanii (zastąpił go Rosjanin Michaił Aloszyn). Do rywalizacji powrócił na rundę w Niemczech. Po punkty sięgnął jeszcze trzykrotnie, w ostatnich trzech wyścigach sezonu. Uzyskane punkty pozwoliły Francuzowi zająć w klasyfikacji 9. lokatę (wyższą od team-partnera, pomimo iż ten startował we wszystkich wyścigach).
Sezon 2007 był ostatnim dla Lapierre'a w serialu GP2. Ponownie rywalizację rozpoczął świetnie, od siódmego i pierwszego miejsca, na bahrańskim torze Sakhir. Podobnie, jak w przypadku dwóch poprzednich lat, w dalszej części zmagań, Francuz nie prezentował tak dobrej formy, będąc jeszcze dwukrotnie na punktowanych pozycjach. We Francji dojechał na ósmym miejscu (startując zgodnie z odwróconą kolejnością, z pole position, sprintu nie ukończył). Najlepszym momentem dla Francuza, był triumf na belgijskim obiekcie Spa-Francorchamps, na którym dzień wcześniej uzyskał najlepszy czas okrążenia, podczas kwalifikacji. Ostatecznie przegrał wewnętrzny pojedynek zespołowy z Japończykiem Kazuki Nakajimą, zajmując 12. miejsce (Nakajima był szósty).

### A1 Grand Prix
W okresie posezonowym 2005/2006, Nicolas Lapierre wraz ze swoim rodakiem Alexandre Prématem, cyklicznie zmieniał się w roli kierowcy wyścigowego narodowej ekipy trójkolorowych, w serii A1 Grand Prix. Wystąpiwszy w jedenastu wyścigach (w tylu też wystartował Premat), siedmiokrotnie meldował się w pierwszej trójce, z czego aż sześć razy na najwyższym stopniu (w eliminacjach, w Niemczech oraz Australii, absolutnie zdominował rywalizację). Ostatecznie razem z Alexandrem pewnie sięgnęli po tytuł mistrzowski, zostając tym samym pierwszymi triumfatorami tego serialu.
W drugim roku startów w tej serii, wystąpił w dziesięciu wyścigach. Tym razem jednak tylko czterokrotnie stanął na podium, za każdym razem plasując się na trzecim miejscu. Zdobyte przez niego punkty wspomogły francuski zespołów w zajęciu 4. lokaty, w końcowej klasyfikacji.
W trzecim sezonie Lapierre pojawił się tylko w jednej rundzie, rozegranej na czeskim torze Masaryk Circuit. Zajęte w nim szóste i piąte miejsce, pomogło jego stajni w uplasowaniu się na 3. pozycji.

### Le Mans
Od roku 2008 Francuz reprezentujował Team Oreca, w serii wyścigów długodystansowych – Le Mans Series (w klasie LMP1). W pierwszym sezonie startów, zmagania zakończył na 12. miejscu. W drugim po raz pierwszy w karierze sięgnął po pole position (dokonał tego dwukrotnie) i zwycięstwo, a w ostatecznej klasyfikacji został sklasyfikowany na 3. pozycji. W sezonie 2010 dwukrotnie stanął na podium, z czego raz na najwyższym stopniu (ponownie dwa razy startował z pierwszego miejsca). Ostatecznie rywalizację w serii zakończył z tytułem wicemistrzowskim.
W 2009 roku Nicolas wziął udział również (w klasie LMP1) azjatyckim i amerykańskim odpowiedniku tej serii. W pierwszej z nich dwa razy stanął na podium, ostatecznie zajmując 3. miejsce. W drugiej z kolei wystartował w jednym wyścigu. Zdobyte punkty sklasyfikowały Lapierre'a na 17. lokacie.
W roku 2007 po raz pierwszy wystartował w prestiżowym 24-godzinnym wyścigu Le Mans. Startując w klasie GT1, rywalizację zakończył na 9. miejscu. W sezonie 2009 (w klasie LMP1) został sklasyfikowany na 5. pozycji. Rok później nie ukończył zmagań. W 2014 roku stanął na najniższym stopniu podium.

## Wyniki w GP2
| Legenda oznaczeń w tabelach wyników Wyświetl szablon na nowej stronie | Legenda oznaczeń w tabelach wyników Wyświetl szablon na nowej stronie                                                                     |
| Oznaczenie                                                            | Wyjaśnienie |
| --------------------------------------------------------------------- | --- |
| Złoty                                                                 | Zwycięzca lub mistrzostwo |
| Srebrny                                                               | 2. miejsce lub wicemistrzostwo |
| Brązowy                                                               | 3. miejsce lub II wicemistrzostwo |
| Zielony                                                               | Ukończył, punktował (w klasyfikacji generalnej, gdy zdobył co najmniej jeden punkt na przestrzeni sezonu, poza trzema powyższymi opcjami) |
| Niebieski                                                             | Ukończył, nie punktował (w klasyfikacji generalnej, gdy nie zdobył co najmniej jednego punktu na przestrzeni sezonu)                      |
| Czerwony                                                              | Nie zakwalifikował się (NZ) |
| Czerwony                                                              | Nie prekwalifikował się (NPK) |
| Różowy                                                                | Nie ukończył (NU) |
| Różowy                                                                | Niesklasyfikowany (NS) (w klasyfikacji generalnej, gdy nie został sklasyfikowany w żadnym wyścigu sezonu)                                 |
| Czarny                                                                | Zdyskwalifikowany (DK) |
| Czarny                                                                | Wykluczony (WYK/EX) |
| Biały                                                                 | Nie wystartował (NW) |
| Biały                                                                 | Kontuzjowany (K/INJ) |
| Biały                                                                 | Wyścig odwołany (OD/C) |
| Bez koloru                                                            | Został wycofany (WYC/WD) |
| Bez koloru                                                            | Nie przybył (NP/DNA) |
| Bez koloru                                                            | Nie brał udziału w treningach (NT/DNP) |
| Bez koloru                                                            | Nie został zgłoszony (–) |
| Pogrubienie                                                           | Start z pole position |
| Kursywa                                                               | Najszybsze okrążenie wyścigu |
| †                                                                     | Nie ukończył, ale jego rezultat został zaliczony ze względu na przejechanie więcej niż 90% dystansu wyścigu.                              |
| *                                                                     | Sezon w trakcie |
| 1/2/3                                                                 | Punktowana pozycja w sprincie kwalifikacyjnym                                                                                             |
| Lista systemów punktacji Formuły 1                                    | |

| Rok  | Zespół              | Wyniki w poszczególnych eliminacjach | Wyniki w poszczególnych eliminacjach | Wyniki w poszczególnych eliminacjach | Wyniki w poszczególnych eliminacjach | Wyniki w poszczególnych eliminacjach | Wyniki w poszczególnych eliminacjach | Wyniki w poszczególnych eliminacjach | Wyniki w poszczególnych eliminacjach | Wyniki w poszczególnych eliminacjach | Wyniki w poszczególnych eliminacjach | Wyniki w poszczególnych eliminacjach | Wyniki w poszczególnych eliminacjach | Wyniki w poszczególnych eliminacjach | Wyniki w poszczególnych eliminacjach | Wyniki w poszczególnych eliminacjach | Wyniki w poszczególnych eliminacjach | Wyniki w poszczególnych eliminacjach | Wyniki w poszczególnych eliminacjach | Wyniki w poszczególnych eliminacjach | Wyniki w poszczególnych eliminacjach | Wyniki w poszczególnych eliminacjach | Wyniki w poszczególnych eliminacjach | Wyniki w poszczególnych eliminacjach | Punkty | Pozycja |
| ---- | ------------------- | ------------------------------------ | ------------------------------------ | ------------------------------------ | ------------------------------------ | ------------------------------------ | ------------------------------------ | ------------------------------------ | ------------------------------------ | ------------------------------------ | ------------------------------------ | ------------------------------------ | ------------------------------------ | ------------------------------------ | ------------------------------------ | ------------------------------------ | ------------------------------------ | ------------------------------------ | ------------------------------------ | ------------------------------------ | ------------------------------------ | ------------------------------------ | ------------------------------------ | ------------------------------------ | ------ | ------- |
| 2005 | Arden International | SMR                                  | SMR                                  | ESP                                  | ESP                                  | MON                                  | NÜR                                  | NÜR                                  | FRA                                  | FRA                                  | GBR                                  | GBR                                  | HOC                                  | HOC                                  | HUN                                  | HUN                                  | TUR                                  | TUR                                  | ITA                                  | ITA                                  | BEL                                  | BEL                                  | BHR                                  | BHR                                  | 21     | 11      |
| 2005 | Arden International | NW                                   | NU                                   | 11                                   | 9                                    | NU                                   | 12                                   | NU                                   | 3                                    | 5                                    | 10                                   | NU                                   | 9                                    | 7                                    | 12                                   | 6                                    | NU                                   | 13                                   | 4                                    | NU                                   | NU                                   | 23                                   | 6                                    | 20                                   | 21     | 11      |
| 2006 | Arden International | VAL                                  | VAL                                  | SMR                                  | SMR                                  | NÜR                                  | NÜR                                  | ESP                                  | ESP                                  | MON                                  | GBR                                  | GBR                                  | FRA                                  | FRA                                  | HOC                                  | HOC                                  | HUN                                  | HUN                                  | TUR                                  | TUR                                  | ITA                                  | ITA                                  |                                      |                                      | 32     | 9       |
| 2006 | Arden International | 4                                    | 3                                    | 3                                    | 7                                    | 5                                    | 2                                    | NU                                   | NU                                   | NU                                   | -                                    | -                                    | -                                    | -                                    | 20                                   | 7                                    | NU                                   | NU                                   | 14                                   | 6                                    | 6                                    | 4                                    |                                      |                                      | 32     | 9       |
| 2007 | DAMS                | BHR                                  | BHR                                  | ESP                                  | ESP                                  | MON                                  | FRA                                  | FRA                                  | GBR                                  | GBR                                  | DEU                                  | DEU                                  | HUN                                  | HUN                                  | TUR                                  | TUR                                  | ITA                                  | ITA                                  | BEL                                  | BEL                                  | VAL                                  | VAL                                  |                                      |                                      | 23     | 12      |
| 2007 | DAMS                | 7                                    | 1                                    | NU                                   | NW                                   | NU                                   | 8                                    | NU                                   | NU                                   | NW                                   | 9                                    | NU                                   | NU                                   | 14                                   | 15*                                  | NU                                   | 10                                   | 17                                   | 1                                    | 21*                                  | NU                                   | 21                                   |                                      |                                      | 23     | 12      |